# Augusto Severo de Albuquerque Maranhão
Augusto Severo de Albuquerque Maranhão (11 janvier 1864 - Paris, 12 mai 1902) est un homme politique, journaliste, inventeur et aéronautique brésilien. 

## L'accident à Paris
Severo est né à Macaíba.  Le 12 mai 1902, avec son mécanicien français, Georges Saché, il a trouvé la mort alors qu'ils survolaient Paris dans un dirigeable appelé Pax. Une plaque de marbre au numéro 81 de l'avenue du Maine à Paris célèbre le lieu de l'accident d'Augusto Severo,. La Catastrophe du ballon « Le Pax » est un film muet de 1902 reproduisant l'épave.

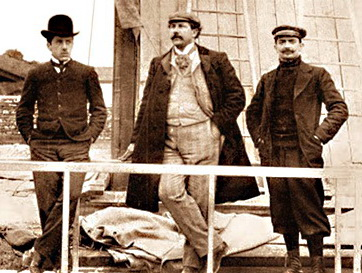
Les aéronautes du Pax, de gauche à droite : Alvaro Reis, Augusto Severo, Georges Saché, peu avant l'accident.

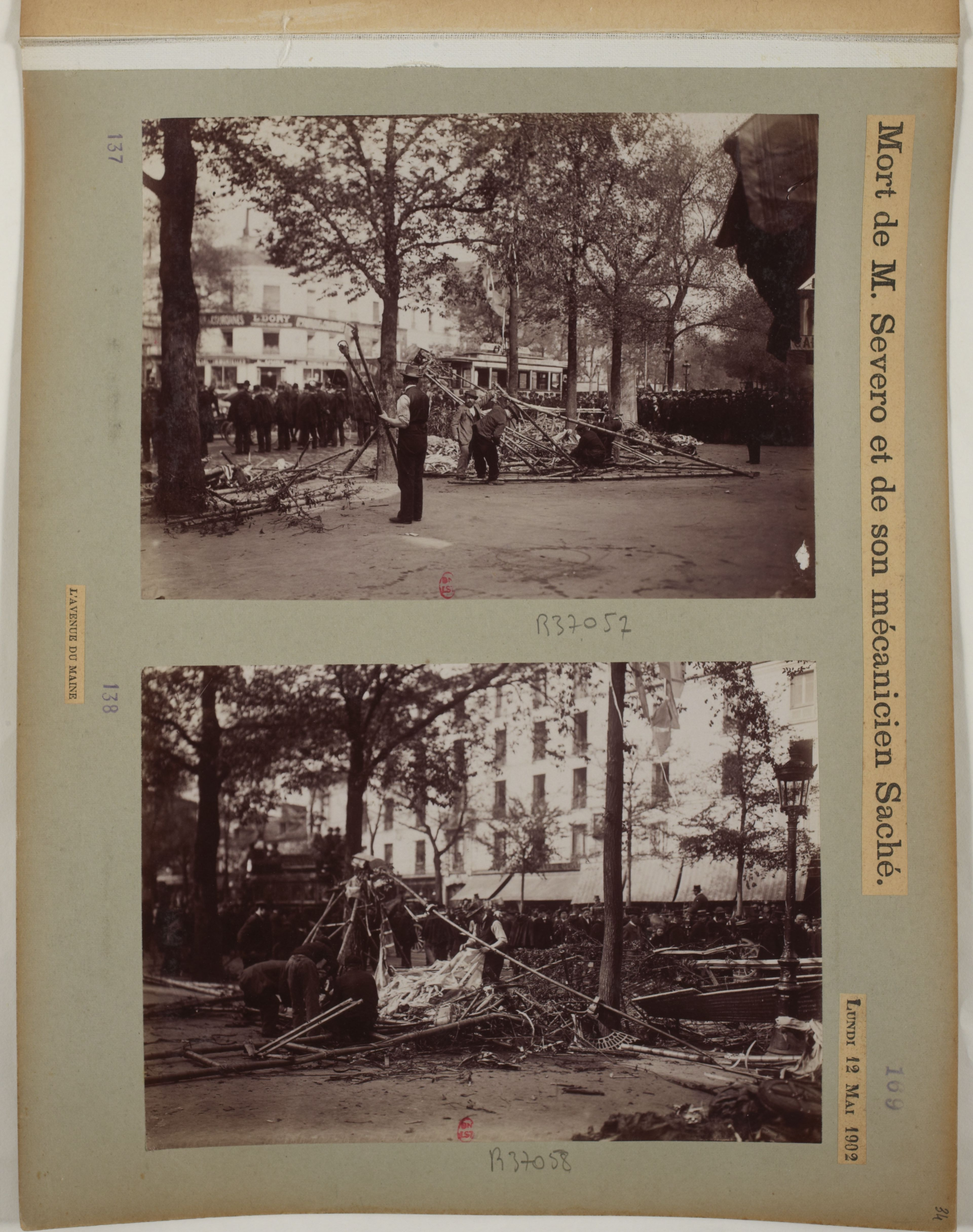
L'avenue du Maine le jour de l'accident.

## Hommages
La Ville de Paris a nommé la rue Severo, dans le 14e arrondissement, à proximité de l'accident, en sa mémoire.